# Ribeira do Poço da Água
A Ribeira do Poço da Água é um curso de água português localizado no concelho de Vila do Corvo, ilha do Corvo, arquipélago dos Açores.
Esta Ribeira tem origem a uma cota de altitude de cerca de 700 metros de altitude nos contrafortes da montanha que dá forma à Lagoa do Caldeirão, entre o Morro dos Homens e o Espigãozinho.
A sua bacia hidrográfica, procede assim à drenagem de parte dos contrafortes do Morro dos Homens e do Espigãozinho.
O seu curso de água desagua no Oceano Atlântico, do cimo de uma falésia com mais de 200 metros de altitude entre o Fojo e a Lomba.